# Mermaid Bowl
Mermaid Bowl er den danske finale i amerikansk fodbold under DAFF, efter afslutning af Nationalligaen og slutspil. Det er den danske pendant til Super Bowl.
På samme dag som Mermaid Bowl afholdes også Junior Bowl, Future Bowl og Dannebrog Bowl. Junior Bowl er mesterskabsfinalen for U19-hold, efter Juniornationalligaen, og er afholdt siden 1992. Future Bowl er mesterskabsfinalen for U16-hold. Dannebrog Bowl er mesterskabsfinalen for flag football-hold. Den første Dannebrog Bowl blev afholdt i 2004.

## Liste over Mermaid Bowls
I 1988 blev finalen ikke spillet under Mermaid Bowl-navnet.
| År   | #      | Vinderhold                | Taberhold             | Resultat |
| ---- | ------ | ------------------------- | --------------------- | -------- |
| 1988 | DM     | Copenhagen Vikings        | Odense Swans          | 33 – 6   |
| 1989 | I      | Copenhagen Vikings (2)    | Odense Swans          | 17 – 13  |
| 1990 | II     | Herning Hawks             | Odense Swans          | 20 – 14  |
| 1991 | III    | Aarhus Tigers             | Odense Swans          | 27 – 0   |
| 1992 | IV     | Copenhagen Towers         | Herning Hawks         | 78 – 50  |
| 1993 | V      | Copenhagen Towers (2)     | Odense Swans          | 48 – 33  |
| 1994 | VI     | Copenhagen Towers (3)     | Herning Hawks         | 46 – 7   |
| 1995 | VII    | Copenhagen Towers (4)     | Aarhus Tigers         | 35 – 20  |
| 1996 | VIII   | Roskilde Kings            | Copenhagen Towers     | 62 – 48  |
| 1997 | IX     | Roskilde Kings (2)        | Kronborg Knights      | 56 – 37  |
| 1998 | X      | Aarhus Tigers (2)         | Kronborg Knights      | 48 – 20  |
| 1999 | XI     | Aarhus Tigers (3)         | Kronborg Knights      | 28 – 0   |
| 2000 | XII    | Aarhus Tigers (4)         | Roskilde Kings        | 49 – 6   |
| 2001 | XIII   | Roskilde Kings (3)        | Greve Monarchs        | 17 – 10  |
| 2002 | XIV    | Avedøre Monarchs          | Roskilde Kings        | 27 – 25  |
| 2003 | XV     | Avedøre Monarchs (2)      | Roskilde Kings        | 28 – 14  |
| 2004 | XVI    | Avedøre Monarchs (3)      | Herning Hawks         | 41 – 12  |
| 2005 | XVII   | Roskilde Kings (4)        | Kronborg Knights      | 23 – 6   |
| 2006 | XVIII  | Triangle Razorbacks       | Kronborg Knights      | 21 – 16  |
| 2007 | XIX    | Triangle Razorbacks (2)   | Avedøre Monarchs      | 32 – 20  |
| 2008 | XX     | Triangle Razorbacks (3)   | Søllerød Gold Diggers | 55 – 24  |
| 2009 | XXI    | Søllerød Gold Diggers     | Triangle Razorbacks   | 10 – 0   |
| 2010 | XXII   | Søllerød Gold Diggers (2) | Triangle Razorbacks   | 13 – 0   |
| 2011 | XXIII  | Triangle Razorbacks (4)   | Søllerød Gold Diggers | 35 – 31  |
| 2012 | XXIV   | Triangle Razorbacks (5)   | Søllerød Gold Diggers | 34 – 29  |
| 2013 | XXV    | Copenhagen Towers (5)     | Triangle Razorbacks   | 28 – 21  |
| 2014 | XXVI   | Copenhagen Towers (6)     | Aarhus Tigers         | 26 – 3   |
| 2015 | XXVII  | Triangle Razorbacks (6)   | Søllerød Gold Diggers | 21 – 17  |
| 2016 | XXVIII | Triangle Razorbacks (7)   | Copenhagen Towers     | 22 – 18  |
| 2017 | XXIX   | Copenhagen Towers (7)     | Søllerød Gold Diggers | 20 – 7   |
| 2018 | XXX    | Copenhagen Towers (8)     | Triangle Razorbacks   | 23 – 22  |
| 2019 | XXXI   | Triangle Razorbacks (8)   | Copenhagen Towers     | 20 – 14  |
| 2021 | XXXII  | Copenhagen Towers (9)     | Søllerød Gold Diggers | 24 – 7   |
| 2022 | XXXIII | Copenhagen Towers (10)    | Søllerød Gold Diggers | 32 – 17  |
| 2023 | XXXIV  | Copenhagen Towers (11)    | Søllerød Gold Diggers | 50 – 36  |
| 2024 | XXXV   | Copenhagen Towers (12)    | Aalborg 89ers         | 33 – 14  |